# Liste der Bodendenkmäler in Straelen
Die Liste der Bodendenkmäler in Straelen enthält die denkmalgeschützten unterirdischen baulichen Anlagen, Reste oberirdischer baulicher Anlagen, Zeugnisse tierischen und pflanzlichen Lebens und paläontologischen Reste auf dem Gebiet der Stadt Straelen im Kreis Kleve in Nordrhein-Westfalen (Stand: 5. Dezember 2020). Diese Bodendenkmäler sind in Teil B der Denkmalliste der Stadt Straelen eingetragen; Grundlage für die Aufnahme ist das Denkmalschutzgesetz Nordrhein-Westfalen (DSchG NRW).
| Bild           | Bezeichnung                                  | Lage                                                  | Beschreibung | Bauzeit | Eingetragen seit | Denkmal- nummer |
| -------------- | -------------------------------------------- | ----------------------------------------------------- | ------------ | ------- | ---------------- | --------------- |
|                | Spyker                                       | Straelen Boekholt (Zur Caenheide)                     |              |         |                  | 30              |
|                | Parkareal Haus Caen                          | Straelen Caen 1,3,5,7,9                               |              |         |                  | 33.1            |
|                | Hofesfestes Haus Eyll                        | Straelen Haus Eyll 1-3                                |              |         |                  | 114             |
|                | mittelalterliche Wallanlage                  | Straelen Hetzert, (zw. Eyll und Caen)                 |              |         |                  | 26              |
|                | Schanze                                      | Straelen Holt, (an der Fossa)                         |              |         |                  | 29              |
|                | Schanze                                      | Straelen Holt, (an der Fossa)                         |              |         |                  | 25              |
|                | Schanze                                      | Straelen Holt, (an der Fossa)                         |              |         |                  | 28              |
| Teufelsstein   | Teufelsstein                                 | Jülicher Straße                                       |              |         |                  | 24              |
|                | alte Römerstraße                             | Herongen Jülicher Straße                              |              |         |                  | 61              |
|                | Kalvarienberg                                | Straelen                                              |              |         |                  | 117             |
| weitere Bilder | Schleusenanlage im Nordkanal bei Louisenburg | Herongen Louisenburg, (Napoleonweg) Karte             |              |         |                  | 23              |
|                | Nordkanal                                    | Herongen                                              |              |         |                  | 13              |
|                | Panzergraben aus dem Zweiten Weltkrieg       | Straelen                                              |              |         |                  | 124             |
|                | Wasserburg „Haus Coull“                      | Straelen Rathausstraße 50                             |              |         |                  | 115             |
|                | Schleusenanlage am Nordkanal                 | Herongen Schlousweg                                   |              |         |                  | 38              |
|                | Hofesfeste Haus Vlaßrath                     | Straelen Haus Vlaßrath 3                              |              |         |                  | 116             |
|                | Landwehr (3 Blätter)                         | Straelen Zand                                         |              |         |                  | 12              |
|                | Landwehr                                     | Straelen Zand, (westl. Heronger Str. – Winkler Allee) |              |         |                  | 27              |